# فروریختن آسمان‌خراش ۲۰۲۱ لاگوس
فروریختن آسمان‌خراش ۲۰۲۱ لاگوس (انگلیسی: 2021 Lagos high-rise collapse) در ۱ نوامبر رخ داد. این آسمان‌خراش در حال ساخت بود که در ایکویی، لاگوس، نیجریه فروریخت. در این حادثه حداقل ۳۶ نفر کشته شدند. عملیات نجات چند روز ادامه داشت و دولت محلی در حال انجام تحقیقات است.

## واقعه
در ۱ نوامبر ۲۰۲۱، ساعت ۲:۴۵ بعد از ظهر به وقت محلی یکی از سه «برج ۳۶۰ درجه»، یک ساختمان ۲۱ طبقه فروریخت. تا کنون مرگ ۳۶ نفر تأیید شده‌است، و بسیاری دیگر در زیر آوار گرفتار شده‌اند. برآورد رسمی حاکی از آن است که در زمان حادثه ۴۰ کارگر در محل حضور داشتند که تا ۲ نوامبر، ۹ نفر نجات یافته‌اند.